# Jan Szymański (aktor)

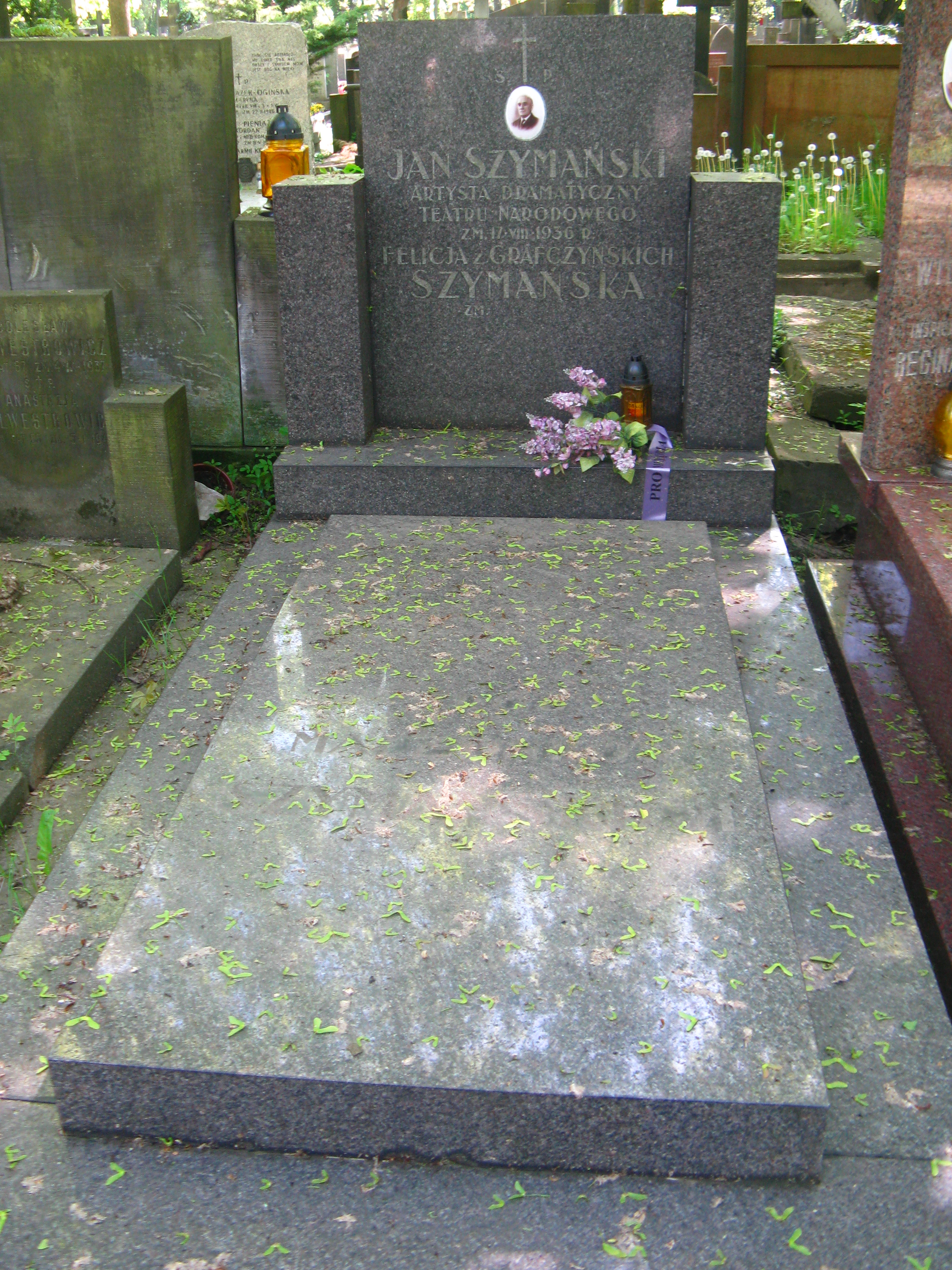
Grób Jana Szymańskiego

Jan Szymański (ur. 1876 we Lwowie, zm. 17 sierpnia 1936 w Warszawie) – polski aktor teatralny i filmowy.

## Życiorys
Został aktorem teatralnym: od 1900 w rodzinnym Lwowie, po kilku latach pracował w Poznaniu, od 1908 w Teatrze Wileńskim, od 1912 w Teatrze Rozmaitości w Warszawie, później w Teatrze Narodowym w Warszawie. W 1932 przeszedł na emeryturę.
Zmarł 17 sierpnia 1936 w Warszawie. Został pochowany na cmentarzu Powązkowskim w Warszawie (kwatera 125-6-25).
Jego żoną była Felicja z domu Grafczyńska.

## Filmografia
- 1919: Panna po wojnie
- 1921: Tragedia Rosji i jej trzy epoki – car
- 1923: Karczma na rozdrożu – karczmarz
- 1924: Skrzydlaty zwycięzca
- 1924: O czym się nie mówi
- 1927: Ziemia obiecana – monter Malinowski
- 1928: Romans panny Opolskiej
- 1928: Pan Tadeusz – Jacek Soplica / ksiądz Robak
- 1929: Szlakiem hańby – Miller
- 1930: Moralność Pani Dulskiej – stary wieśniak Tadrach
- 1931: Dziesięciu z Pawiaka – rewolucjonista „Łysy”
- 1932: Księżna Łowicka – generał Dmitrij Kuruta
- 1933: Wyrok życia – prokurator na procesie Jadzi
- 1934: Młody las – Majewski, ojciec Antoniego